# Equipaggiamento dell'esercito armeno

## Armi individuali
| Modello                    | Immagine | Tipo                              | Calibro              | Origine          | Note                                                |
| Pistole                    | Pistole  | Pistole                           | Pistole              | Pistole          | Pistole                                             |
| -------------------------- | -------- | --------------------------------- | -------------------- | ---------------- | --------------------------------------------------- |
| Pistolet Makarova          |          | Pistola semiautomatica            | 9 × 18 mm Makarov    | Unione Sovietica |                                                     |
| MP-443 Grach               |          | Pistola semiautomatica            | 9 × 19 mm Parabellum | Russia           |                                                     |
| Fucili d'assalto           |          |                                   |                      |                  |                                                     |
| AKM                        |          | Fucile d'assalto                  | 7,62 × 39 mm         | Unione Sovietica | [ 1 ]                                               |
| AK-74                      |          | Fucile d'assalto                  | 5,45 × 39 mm         | Unione Sovietica | Fucile d'assalto d'ordinanza.                       |
| AKS-74U                    |          | Fucile d'assalto                  | 5,45 × 39 mm         | Unione Sovietica |                                                     |
| AK-103                     |          | Fucile d'assalto                  | 7,62 × 39 mm         | Russia Armenia   | 50 000 esemplari in produzione su licenza dal 2020. |
| Zastava M21                |          | Fucile d'assalto                  | 5,45 × 39 mm         | Serbia           | [ 3 ]                                               |
| AK-12                      |          | Fucile d'assalto                  | 5,45 × 39 mm         | Russia Armenia   | Prodotti su licenza.                                |
| AK-15                      |          | Fucile d'assalto                  | 7,62 × 39 mm         | Russia Armenia   | Prodotti su licenza.                                |
| Mitragliatrici             |          |                                   |                      |                  |                                                     |
| RPK-74                     |          | Mitragliatrice leggera            | 5,45 × 39 mm         | Unione Sovietica |                                                     |
| PKM                        |          | Mitragliatrice media              | 7,62 × 54 mm R       | Unione Sovietica | [ 2 ]                                               |
| DŠK                        |          | Mitragliatrice pesante            | 12,7 × 108 mm        | Unione Sovietica |                                                     |
| Kord                       |          | Mitragliatrice pesante            | 12,7 × 108 mm        | Russia           |                                                     |
| Fucili di precisione       |          |                                   |                      |                  |                                                     |
| SVD Dragunov               |          | Fucile di precisione              | 7,62 × 54 mm R       | Unione Sovietica | [ 5 ]                                               |
| VSS Vintorez               |          | Fucile di precisione              | 9 × 39 mm            | Unione Sovietica | [ 5 ]                                               |
| Orsis T-5000               |          | Fucile di precisione              | .308 Winchester      | Russia           |                                                     |
| SV-98                      |          | Fucile di precisione              | 7,62 × 54 mm R       | Russia           | [ 6 ]                                               |
| PGM 338                    |          | Fucile di precisione              | .338 Lapua           | Francia          | Utilizzati dalle forze speciali.                    |
| Accuracy International AWM |          | Fucile di precisione              | .338 Lapua           | Regno Unito      | Utilizzati dalle forze speciali.                    |
| Sako TRG                   |          | Fucile di precisione              | .338 Lapua           | Finlandia        | Utilizzati dalle forze speciali.                    |
| Zastava M93                |          | Fucile anti-materiale             | 12,7 × 108 mm        | Serbia           | [ 9 ]                                               |
| Lanciagranate              |          |                                   |                      |                  |                                                     |
| GP-25                      |          | Lanciagranate                     | 40 mm                | Unione Sovietica |                                                     |
| GP-30                      |          | Lanciagranate                     | 40 mm                | Unione Sovietica | [ 6 ]                                               |
| RG-6                       |          | Lanciagranate                     | 40 mm                | Russia           | [ 10 ]                                              |
| AGS-17                     |          | Lanciagranate automatico          | 30 mm                | Unione Sovietica | [ 6 ]                                               |
| AGS-30                     |          | Lanciagranate automatico          | 30 mm                | Russia           |                                                     |
| Lanciarazzi                |          |                                   |                      |                  |                                                     |
| RPG-7                      |          | Lanciarazzi anticarro             | 40 mm                | Unione Sovietica |                                                     |
| RPG-26                     |          | Lanciarazzi anticarro             | 72,5 mm              | Unione Sovietica | [ 11 ]                                              |
| RPO-A Shmel                |          | Lanciarazzi a testata termobarica | 93 mm                | Unione Sovietica |                                                     |

## Artiglieria
| Modello                | Immagine  | Calibro   | Origine          | In servizio | Note |
| Semoventi              | Semoventi | Semoventi | Semoventi        | Semoventi   | Semoventi |
| ---------------------- | --------- | --------- | ---------------- | ----------- | --- |
| 2S1 Gvozdika           |           | 122 mm    | Unione Sovietica | 9           | |
| 2S3 Akatsiya           |           | 152 mm    | Unione Sovietica | 28          | |
| Obici                  |           |           |                  |             | |
| 122 mm D-30            |           | 122 mm    | Unione Sovietica | 60          | |
| 2A36 Giatsint-B        |           | 152 mm    | Unione Sovietica | 26          | |
| 152 mm D-1             |           | 152 mm    | Unione Sovietica | 2           | |
| 152 mm D-20            |           | 152 mm    | Unione Sovietica | 34          | |
| Cannoni da campagna    |           |           |                  |             | |
| 85 mm D-44             |           | 85 mm     | Unione Sovietica | ?           | |
| Cannoni controcarri    |           |           |                  |             | |
| 100 mm MT-12           |           | 100 mm    | Unione Sovietica | ?           | |
| Cannoni senza rinculo  |           |           |                  |             | |
| 73 mm SPG-9            |           | 73 mm     | Unione Sovietica | ?           | [ 13 ] |
| Lanciarazzi multipli   |           |           |                  |             | |
| N-2                    |           | 40 mm     | Armenia          | ?           | |
| BM-21                  |           | 122 mm    | Unione Sovietica | <50         | |
| Pinaka                 |           | 214 mm    | India            | 0           | Numero imprecisato di batterie acquistate nel 2022. |
| TOS-1A                 |           | 220 mm    | Russia           | ?           | [ 15 ] |
| WM-80 MRL              |           | 273 mm    | Cina             | <4          | 4 lanciatori e 4 veicoli da rifornimento munizioni acquistati nel 1999. Due tra lanciatori o veicoli da rifornimento sono andati distrutti durante la guerra del Nagorno Karabakh del 2020. |
| BM-30 Smerch           |           | 300 mm    | Unione Sovietica | 2           | |
| Mortai                 |           |           |                  |             | |
| M-57                   |           | 60 mm     | Jugoslavia       | ?           | [ 16 ] |
| M-69                   |           | 82 mm     | Jugoslavia       | ?           | [ 16 ] |
| 2B9 Vasilek            |           | 82 mm     | Unione Sovietica | ?           | |
| M-75                   |           | 120 mm    | Jugoslavia       | ?           | Acquistati dalla Bosnia-Erzegovina. |
| M120                   |           | 120 mm    | Israele          | 12          | |
| Artiglieria contraerea |           |           |                  |             | |
| Zastava M55            |           | 20 mm     | Jugoslavia       | ?           | Installati sugli MT-LB. |
| ZU-23-2                |           | 23 mm     | Unione Sovietica | ?           | Alcuni installati sugli MT-LB e sui BMP-1. |
| 57 mm S-60             |           | 57 mm     | Unione Sovietica | ?           | Alcuni installati sugli MT-LB. |
| ZSU-23-4 Shilka        |           | 23 mm     | Unione Sovietica | ?           | |

## Veicoli
| Modello                                 | Immagine     | Tipo                          | Origine          | In servizio  | Note                                                                               |
| Carri armati                            | Carri armati | Carri armati                  | Carri armati     | Carri armati | Carri armati                                                                       |
| --------------------------------------- | ------------ | ----------------------------- | ---------------- | ------------ | ---------------------------------------------------------------------------------- |
| T-54                                    |              | Carro armato da combattimento | Unione Sovietica | 3            |                                                                                    |
| T-55                                    |              | Carro armato da combattimento | Unione Sovietica | 5            |                                                                                    |
| T-72                                    |              | Carro armato da combattimento | Unione Sovietica | ~100         |                                                                                    |
| T-90                                    |              | Carro armato da combattimento | Russia           | 1            | Un T-90S ricevuto nel 2016 come premio per il secondo posto al Tank biathlon 2014. |
| Veicoli da ricognizione                 |              |                               |                  |              |                                                                                    |
| BRDM-2                                  |              | Veicolo da ricognizione       | Unione Sovietica | ?            |                                                                                    |
| BRM-1K                                  |              | Veicolo da ricognizione       | Unione Sovietica | 12           |                                                                                    |
| Veicoli da combattimento della fanteria |              |                               |                  |              |                                                                                    |
| BMP-1                                   |              | IFV                           | Unione Sovietica | 125          | 25 veicoli di comando BMP-1K.                                                      |
| BMP-2                                   |              | IFV                           | Unione Sovietica | 15           |                                                                                    |
| Veicoli trasporto truppe                |              |                               |                  |              |                                                                                    |
| MT-LB                                   |              | APC                           | Unione Sovietica | 20           | Alcuni modificati installando un M55, uno ZU-23-2 o un S-60.                       |
| BTR-60                                  |              | APC                           | Unione Sovietica | 108          |                                                                                    |
| BTR-70                                  |              | APC                           | Unione Sovietica | 18           |                                                                                    |
| BTR-80                                  |              | APC                           | Unione Sovietica | 4            |                                                                                    |
| GAZ-2975                                |              | APC                           | Russia           | ?            |                                                                                    |
| Veicoli per usi speciali                |              |                               |                  |              |                                                                                    |
| MT-LB                                   |              | Veicolo del genio             | Unione Sovietica | ?            |                                                                                    |
| BREM-D                                  |              | Veicolo corazzato da recupero | Unione Sovietica | ?            |                                                                                    |
| BREM-1                                  |              | Veicolo corazzato da recupero | Unione Sovietica | ?            |                                                                                    |
| Veicoli utility                         |              |                               |                  |              |                                                                                    |
| Buran                                   |              | Veicolo blindato multiruolo   | Russia Armenia   | 0            | Assemblati localmente.                                                             |
| UAZ-469                                 |              | Automobile                    | Unione Sovietica |              |                                                                                    |
| UAZ Patriot                             |              | Automobile                    | Russia           |              |                                                                                    |
| Nissan Pathfinder                       |              | Automobile                    | Giappone         |              |                                                                                    |
| Nissan Navara                           |              | Automobile                    | Giappone         |              |                                                                                    |
| SsangYong Rexton                        |              | Automobile                    | Corea del Sud    |              |                                                                                    |
| UAZ-452                                 |              | Furgone                       | Unione Sovietica |              |                                                                                    |
| Autocarri                               |              |                               |                  |              |                                                                                    |
| ZIL-131                                 |              | Autocarro                     | Unione Sovietica |              |                                                                                    |
| Ural-375                                |              | Autocarro                     | Unione Sovietica |              |                                                                                    |
| Ural-4320                               |              | Autocarro                     | Unione Sovietica |              | [ 19 ]                                                                             |
| GAZ-66                                  |              | Autocarro                     | Unione Sovietica |              |                                                                                    |
| GAZ-3308                                |              | Autocarro                     | Unione Sovietica |              |                                                                                    |
| Kamaz-4326                              |              | Autocarro                     | Russia           |              |                                                                                    |

## Mezzi aerei
| Aeromobile                     | Origine                        | Tipo                           | Versione                       | In servizio                    | Note                           | Immagine                       |
| Aeromobili a pilotaggio remoto | Aeromobili a pilotaggio remoto | Aeromobili a pilotaggio remoto | Aeromobili a pilotaggio remoto | Aeromobili a pilotaggio remoto | Aeromobili a pilotaggio remoto | Aeromobili a pilotaggio remoto |
| ------------------------------ | ------------------------------ | ------------------------------ | ------------------------------ | ------------------------------ | ------------------------------ | ------------------------------ |
| Krunk                          | Armenia                        | UAV                            | Krunk 25-1 Krunk 25-2          | ?                              | Circa 25 in servizio nel 2015. |                                |

## Missili
| Modello           | Immagine          | Tipo                             | Origine           | Note                                                 |
| Missili anticarro | Missili anticarro | Missili anticarro                | Missili anticarro | Missili anticarro                                    |
| ----------------- | ----------------- | -------------------------------- | ----------------- | ---------------------------------------------------- |
| Fagot             |                   | Missile filoguidato              | Unione Sovietica  |                                                      |
| Konkurs           |                   | Missile filoguidato              | Unione Sovietica  |                                                      |
| Šturm             |                   | Missile radioguidato             | Unione Sovietica  |                                                      |
| Kornet            |                   | Missile a guida laser            | Russia            | [ 12 ]                                               |
| 9P148 Konkurs     |                   | Cacciacarri                      | Unione Sovietica  | 9 in servizio nel 2021.                              |
| 9P149 Šturm-S     |                   | Cacciacarri                      | Unione Sovietica  | 13 in servizio nel 2021.                             |
| Missili antiaerei |                   |                                  |                   |                                                      |
| Krug              |                   | Sistema SAM a medio raggio       | Unione Sovietica  | [ 20 ]                                               |
| S-75              |                   | Sistema SAM a medio raggio       | Unione Sovietica  | [ 20 ]                                               |
| Buk-M1            |                   | Sistema SAM a medio raggio       | Unione Sovietica  | [ 20 ]                                               |
| Kub               |                   | Sistema SAM a corto raggio       | Unione Sovietica  | [ 20 ]                                               |
| S-125             |                   | Sistema SAM a corto raggio       | Unione Sovietica  | [ 20 ]                                               |
| Tor-M2KM          |                   | Sistema SAM a corto raggio       | Russia            | Numero ignoto di esemplari consegnati entro il 2019. |
| 9K33 Osa          |                   | Sistema SAM a corto raggio       | Unione Sovietica  | [ 20 ]                                               |
| Strela-10         |                   | Sistema SAM a corto raggio       | Unione Sovietica  | [ 20 ]                                               |
| 9K310 Igla-1      |                   | MANPADS                          | Unione Sovietica  | [ 20 ]                                               |
| 9K38 Igla         |                   | MANPADS                          | Unione Sovietica  | [ 20 ]                                               |
| 9K338 Igla-S      |                   | MANPADS                          | Russia            | [ 20 ]                                               |
| 9K333 Verba       |                   | MANPADS                          | Russia            | [ 20 ]                                               |
| Missili balistici |                   |                                  |                   |                                                      |
| R-17 Elbrus       |                   | Missile balistico a corto raggio | Unione Sovietica  | Almeno 7 lanciatori in servizio nel 2021.            |
| OTR-21 Točka      |                   | Missile balistico a corto raggio | Unione Sovietica  | Almeno 3 lanciatori in servizio nel 2021.            |
| 9K720 Iskander-E  |                   | Missile balistico a corto raggio | Russia            | 4 lanciatori in servizio nel 2021.                   |